# Estero Tiltil
Estero Tiltil är ett vattendrag i Chile.   Det ligger i regionen Región Metropolitana de Santiago, i den södra delen av landet, 40 km nordväst om huvudstaden Santiago de Chile.
Omgivningarna runt Estero Tiltil är i huvudsak ett öppet busklandskap. Runt Estero Tiltil är det tätbefolkat, med 297 invånare per kvadratkilometer.